# Wybory parlamentarne na Litwie w 2008 roku
Wybory parlamentarne na Litwie w 2008 roku odbyły się 12 października. Wraz z nimi przeprowadzone zostało referendum w sprawie Ignalińskiej Elektrowni Jądrowej. 26 października odbyła się II tura wyborów w okręgach jednomandatowych.
Zgodnie z art. 57 oraz art. 82 pkt. 20 Konstytucji Republiki Litewskiej Prezydent zarządza wybory do Sejmu w drugą niedzielę października roku, w którym wygasa kadencja członków Sejmu. Kadencja obecnego Sejmu, wybranego w wyborach parlamentarnych w 2004 upływa 15 listopada 2008.
2 kwietnia 2008 prezydent Valdas Adamkus wydał zarządzenie określające datę wyborów do Sejmu na niedzielę 12 października 2008.
Według oficjalnych wyników ogłoszonych 19 października, wybory w okręgu wielomandatowym wygrał prawicowy Związek Ojczyzny – Litewscy Chrześcijańscy Demokraci, który uzyskał 19,72% głosów, wyprzedzając nowo powstałą Partię Odrodzenia Narodowego (15,09%) i partię Porządek i Sprawiedliwość (12,68%). Rządząca Litewska Partia Socjaldemokratyczna uplasowała się na czwartym miejscu, uzyskując 11,72%. Do Sejmu nie weszły m.in. Akcja Wyborcza Polaków na Litwie, Litewski Ludowy Związek Chłopski i Nowy Związek (Socjalliberałowie), które nie przekroczyły progu wyborczego. Frekwencja wyniosła 48,59%.
Wybory w okręgach jednomandatowych zostały rozstrzygnięte jedynie w trzech okręgach: mandaty uzyskali dwaj kandydaci socjaldemokratyczni: Zigmantas Balčytis i Algirdas Butkevičius oraz lider AWPL Waldemar Tomaszewski.
W II turze głosowania w pozostałych 68 okręgach jednomandatowych, która odbyła się 26 października zwycięstwo odniósł Związek Ojczyzny. Według oficjalnych wyników jego kandydaci zdobyli 27 mandatów. Na drugim miejscu znalazła się partia socjaldemokratyczna z 13 mandatami. Pojedyncze miejsca w parlamencie zdobyły również ugrupowania, które w wyborach większościowych nie przekroczyły progu wyborczego (LVLS, AWPL i Nowy Związek). Frekwencja w II turze wyniosła 32,30%.
27 października liderzy Związku Ojczyzny, Partii Odrodzenia Narodowego, Ruchu Liberalnego oraz Związku Liberałów i Centrum zawarli porozumienie o utworzeniu koalicji. Koalicyjnym kandydatem do objęcia stanowiska premiera został przewodniczący Związku Ojczyzny Andrius Kubilius.

## Podstawa prawna
W Sejmie litewskim zasiada 141 posłów. Zgodnie z Konstytucją Republiki Litewskiej posłowie na Sejm są wybierani na 4 lata w głosowaniu tajnym przeprowadzonym na podstawie powszechnego, równego i bezpośredniego prawa wyborczego. Na członka Sejmu może być wybrany obywatel Republiki Litewskiej, którego nie wiąże przysięga lub zobowiązanie wobec innego państwa, oraz który w dniu wyborów ukończył 25 lat i stale mieszka na Litwie.
Na podstawie art. 1 oraz art. 9 Ustawy o wyborach do Sejmu z 9 lipca 1992 posłowie wybierani są w systemie mieszanym: 71 posłów wybieranych jest w okręgach jednomandatowych według ordynacji większościowej, a 70 posłów w jednym okręgu wielomandatowym, obejmującym terytorium całej Litwy, według ordynacji proporcjonalnej.
Zgodnie z prawem wybory w okręgu wielomandatowym są ważne, jeśli wzięło w nich udział ponad 25% wyborców. Próg wyborczy dla partii wynosi 5%, a dla koalicji 7%. W okręgu jednomandatowym za wybranego uznaje się kandydata, który zdobył ponad połowę głosów, pod warunkiem, że w wyborach w tym okręgu uczestniczył nie mniej niż 40% wyborców. W okręgach, w których żaden kandydat nie uzyskał większości organizuje się dwa tygodnie później II turę wyborów, w której biorą udział dwaj kandydaci z największą liczbą głosów zdobytych w I turze.
Do głosowania uprawnionych było ponad 2,6 mln obywateli Litwy. Swój start zgłosiło łącznie 21 ugrupowań, które wystawiły łącznie ok. 1500 kandydatów.

## Zarejestrowane listy kandydatów
- 1. Litewska Partia Socjaldemokratyczna
- 2. Związek Rosjan Litwy
- 3. Partia Frontu
- 4. Litewska Partia Centrum
- 5. Związek Ojczyzny – Litewscy Chrześcijańscy Demokraci
- 6. Nowy Związek (Socjalliberałowie)
- 7. Partia Demokracji Obywatelskiej
- 8. Akcja Wyborcza Polaków na Litwie
- 9. Partia Odrodzenia Narodowego
- 10. Koalicja Partii Pracy i Młodych[12]
- 11. Ruch Liberalny Republiki Litewskiej
- 12. Litewski Ludowy Związek Chłopski
- 13. Porządek i Sprawiedliwość
- 14. Związek Liberałów i Centrum
- 15. Partia „Młoda Litwa”
- 16. Litewski Związek Socjaldemokratów

Kandydaci Litewskiego Związku Wolności i Litewskiego Związku Ludowego zostali wystawieni jedynie w okręgach jednomandatowych.

## Wyniki

### Okręg wielomandatowy
Wyniki wyborów w okręgu wielomandatowym (70 mandatów):
| partia/koalicja | partia/koalicja                                      | głosy     | %      | mandaty |
| nr              | nazwa                                                | głosy     | %      | mandaty |
| --------------- | ---------------------------------------------------- | --------- | ------ | ------- |
| 5               | Związek Ojczyzny – Litewscy Chrześcijańscy Demokraci | 243 379   | 19,70% | 18      |
| 9               | Partia Odrodzenia Narodowego                         | 186 524   | 15,10% | 13      |
| 13              | Porządek i Sprawiedliwość                            | 156 686   | 12,68% | 11      |
| 1               | Litewska Partia Socjaldemokratyczna                  | 144 775   | 11,72% | 10      |
| 10              | Koalicja Partii Pracy i Młodych                      | 111 101   | 8,99%  | 8       |
| 11              | Ruch Liberalny Republiki Litewskiej                  | 70 704    | 5,72%  | 5       |
| 14              | Związek Liberałów i Centrum                          | 66 000    | 5,34%  | 5       |
| 8               | Akcja Wyborcza Polaków na Litwie                     | 59 224    | 4,79%  |         |
| 12              | Litewski Ludowy Związek Chłopski                     | 46 133    | 3,73%  |         |
| 6               | Nowy Związek (Socjalliberałowie)                     | 45 007    | 3,64%  |         |
| 3               | Partia Frontu                                        | 39 992    | 3,24%  |         |
| 15              | Młoda Litwa                                          | 21 577    | 1,75%  |         |
| 7               | Partia Demokracji Obywatelskiej                      | 13 766    | 1,11%  |         |
| 2               | Związek Rosjan Litwy                                 | 11 331    | 0,92%  |         |
| 16              | Litewski Związek Socjaldemokratów                    | 10 628    | 0,86%  |         |
| 4               | Litewska Partia Centrum                              | 8 657     | 0,70%  |         |
| Razem           | Razem                                                | 1 235 484 | 100%   | 70      |

### Okręgi jednomandatowe
Wyniki wyborów w okręgach jednomandatowych:
| partia                                               | mandaty |
| ---------------------------------------------------- | ------- |
| Związek Ojczyzny – Litewscy Chrześcijańscy Demokraci | 27      |
| Litewska Partia Socjaldemokratyczna                  | 15      |
| Ruch Liberalny Republiki Litewskiej                  | 6       |
| Porządek i Sprawiedliwość                            | 4       |
| Akcja Wyborcza Polaków na Litwie                     | 3       |
| Litewski Ludowy Związek Chłopski                     | 3       |
| Partia Odrodzenia Narodowego                         | 3       |
| Związek Liberałów i Centrum                          | 3       |
| Partia Pracy                                         | 2       |
| Nowy Związek (Socjalliberałowie)                     | 1       |
| niezależni                                           | 4       |
| Razem                                                | 71      |

### Podział mandatów
| partia                                               | mandaty |
| ---------------------------------------------------- | ------- |
| Związek Ojczyzny – Litewscy Chrześcijańscy Demokraci | 45      |
| Litewska Partia Socjaldemokratyczna                  | 25      |
| Partia Odrodzenia Narodowego                         | 16      |
| Porządek i Sprawiedliwość                            | 15      |
| Ruch Liberalny Republiki Litewskiej                  | 11      |
| Partia Pracy                                         | 10      |
| Związek Liberałów i Centrum                          | 8       |
| Akcja Wyborcza Polaków na Litwie                     | 3       |
| Litewski Ludowy Związek Chłopski                     | 3       |
| Nowy Związek (Socjalliberałowie)                     | 1       |
| niezależni                                           | 4       |
| Razem                                                | 141     |